# ハードゲイ
ハードゲイは、アメリカ合衆国・ニューヨークのグリニッジ・ヴィレッジの一角にあるゲイ・タウン「クリストファー・ストリート」（Christopher Street）に1970年代後半頃から1980年頃に興った仮装によるムーブメントにおいて、ボディビルをはじめとしたウエイトトレーニング等で鍛えた筋骨隆々とした肉体を誇示し、SMなどの過激な性行為や表現形態、および旧来の男性性に基づく言動などを採り、特に黒い皮革に銀色の鋲や銀色の鎖などをあしらって作られた独特の装束を身につけた男性同性愛者を示す、日本特有の呼称。
日本国内には「アメリカン・ハードゲイ」が正式名称であるとする説明もあるが、欧米ではこのような男性同性愛者を示すためには別の様々な名称、呼称が用いられていることから「ハードゲイ」という呼称は和製英語のひとつである可能性が極めて高い。
アメリカ本国では黒い皮革に銀色の鋲や銀色の鎖などをあしらって作られた独特の装束による仮装だけでなく、本来は労働着であったブルージーンズ、軍隊起源のドッグタグやブーツ、スポーツ用下着（白いTシャツやタンクトップ）の着用、本来は貞操具であったボディピアス、鍵または錠前型のネックレスなどのアクセサリー、クルーカット、モヒカン、スキンヘッドなどの髪型。タトゥなど、現在の日本の若者一般に珍しくなくなったファッション様式も含まれ、こうしたファッションは彼らのファッションによって一般にも定着し、それを元に日本をはじめ諸国に伝わったとされる。
これらは第二次世界大戦後のアメリカにおいて、社会に迎合しない反骨精神に満ちた男性性の在り方に共感する同性愛者たちが、ファッションや行動様式を通じて醸成し、同性愛者としてのアイデンティティーの一つとして確立したものである。また、文化様式としては『Leather subculture（レザー・サブカルチャー）』と総称されている。

## 語源
一説に「ハードゲイ」という呼称は、映画『エクソシスト』で有名なウィリアム・フリードキン監督による映画『クルージング』（Cruising,1980年）を日本で宣伝する際に、日本の映画配給会社「東映洋画（東映洋画配給）」によって宣伝のために考案された名称だとされる。その際、女性的な男性同性愛者を表す対語として「ソフトゲイ」という名称も考案されたそうであるが、こちらは現在、ほぼ忘れ去られている。また、これらの語は日本語で男臭い輩を指す「硬派（こうは）」を「ハード」、優しくなよやかな輩の「軟派（なんぱ）」を「ソフト」として「ゲイ」の前に冠したものであるという。
ちなみにこの映画は、アメリカのゲイの間で起こる連続殺人事件を、ゲイに扮した刑事がおとり捜査で解決していくもので、アメリカ本国では同性愛団体から抗議や上映反対運動が起こるなど物議をかもしたが、文化的背景やアメリカ本国での経緯をよそに日本では一定の人気を博した。主演は、フランシス・フォード・コッポラ監督の「ゴッドファーザー」でも有名なアル・パチーノ。

## 補足説明：日本国内の状況
日本国内において「ハードゲイ」が異性愛者、同性愛者を問わず、ほぼ通用する言葉であるにもかかわらず、男性同性愛者の間では「ハードゲイ」というスタイルはもちろん、ゲイプライド（＝同性愛者の尊厳の在り方）としては全く認知されず、定着もしなかった。
たとえ当の本人がアメリカのレザー・サブカルチャーと共通する、白いTシャツ、タンクトップ、ジーンズ、革ジャンやブーツなどを着用し、アメリカのレザー・サブカルチャーに由来するアクセサリーを身につけたり、身体を鍛えたり、共通する行動様式を取っていたとしても、自分自身を「ハードゲイ」と自覚して普段の生活を送っている男性同性愛者は皆無に等しい。そのためゲイ用語として実際の会話で使用される機会もきわめて少ない。
これは日本の多くの若者がゲイ・ファッションを同性愛者のものとは知らず、その由来についても意識せず、単に海外のお洒落な流行として全く抵抗感なく受け入れている現状と、ほぼ同じことのようである。
お笑いタレント住谷正樹の演じるキャラクター、レイザーラモンHGの元となった出で立ちは、本来が仮装であるから、日本でもゲイパレード、コスプレパーティや、特別な機会、ホームページのイメージなどで稀に見かける程度のものである。

## 補足説明：アメリカ国内他の状況
2009年現在、アメリカ本国では「レザー・ゲイメン＝Leather gay men」「ゲイ・レザーマン＝Gay leather man」「レザー・ゲイ＝Leather gay」「ビーディーエスエム・ゲイ＝BDSM Gay」など様々に呼称され、ホームページ、コミュニティ、解放団体が存在し、ゲイプライドの在り方の一つとして定着している様子である。
また、ハードゲイ＝ゲイ・レザーマンを描いたトム・オブ・フィンランド（Tom of Finland）の絵画がニューヨーク近代美術館に所蔵されていることもあり、芸術、文化、風俗の様々な面で評価されつつある。
ただし、呼称、名称を含め「ハードゲイ＝Hard gay」という語を日本と同じ意味の言葉として冠した、または使用したホームページ、コミュニティ、解放団体などはインターネット上には見当たらない。日本のお笑いタレント住谷正樹の演じるキャラクター、レイザーラモンHGについての記事が専らであり、英語版ウィキペディアでは「Hard gay」は彼と彼の演じるキャラクターの説明となっており、彼の演じるキャラクターの固有名詞として扱われている。また「ハードゲイ＝Hard gay」は「一生懸命なゲイ」という意味にも取れるが、住谷正樹の演じるキャラクターには似つかわしくないようにも思える。

## 詳細：起源と影響
一説によると、アメリカには1940年代後半頃からすでにこのような同性愛者が存在したとされる。第二次世界大戦中からのオートバイの普及とその乗用コスチュームによるスタイルで、俳優マーロン・ブランドが主演し、暴走族を描いた初の映画『乱暴者（あばれもの　原題：The Wild One）』での白いTシャツ、黒革のライダースジャケット（革ジャン）とブルー・ジーンズのファッション・スタイルがそれに当たり、これを原型および基本としている。特にその衣装が示す色「黒・白・青」は、ハードゲイ＝ゲイ・レザーマンたちのシンボルカラーでもある。
1950年代頃から、このようなスタイルを元に、ポルノ・コミックや絵画を発表し、性器のエロティックなデフォルメや、筋骨隆々とした身体、極端に男性性を強調したコスチュームをまとったキャラクターを登場させ、アメリカの男性同性愛者に大きな影響を与えたゲイ・アーティストに、前述の「トム・オブ・フィンランド」がおり、彼によるレザー・ファッションの同性愛者たちの絵画は、戦後日本のカストリ雑誌『風俗奇譚』でも時折、紹介されていた。
1969年に勃発した「ストーンウォールの反乱」以降、同性愛者の権利獲得のための動きは急進的となっていったが、そのような流れの中で、1970年代後半頃、トム・オブ・フィンランドが描いたキャラクターと同様の男性性を極端に表現したレザー・ファッションでゲイスポットに出かけることは、「男性同性愛者は皆女装をする」という、ステレオタイプな異性愛者らの一般認識への揶揄を込めた仮装によるムーブメントでもあったようである。同様異種の仮装には「ドラァグ・クイーン」があり、こちらは女性性を極端に表現したものである。これらは、仮装によるカリカチュアであって「そんな男もそんな女も居ない」というアイロニーに満ちたものだったようで、当の男性同性愛者たちも普段は一般的な男性異性愛者と変わりない身なりで生活を送っていることが専らであったようである。
性的に旺盛で無節操であるというイメージは、1979年に製作されたウィリアム・フリードキン監督の映画『クルージング』によって広められた。ニューヨークに実際にあった、マニアックなゲイ達が集う地下クラブでの撮影シーンを含むこの映画の上映にあたり、当時のアメリカの同性愛者の団体から、同性愛者のイメージを悪化、偏向させるものなどとして抗議や上映禁止運動も起こった。しかし、この映画に対する同性愛者団体の動きは、同性愛者の中にもSM愛好者やフェティッシュな指向を持つ者に対して無理解と差別意識があることを浮き彫りにする結果にもなったようである。
また、ゲイ雑誌『DRUMMER（ドラマー）』によって1979年からシカゴでの開催が始まった「International Mister Leather（インターナショナル・ミスター・レザー）」コンテストでは、1989年度の大会で、Tony DeBlaseによって設計された『Leather Pride flag（レザー・プライド・フラッグ）』が発表された。この旗は、少数者の中のさらなる少数者であるSM愛好者やフェティッシュな指向を持つハードゲイ＝ゲイ・レザーマンの尊厳を示すもので、これは現在「黒・白・青」のシンボルカラーのストライプと「赤いハート」の図柄によっている。「赤いハート」は日本では可愛らしい模様と受け止められがちだが、キリスト教文化圏においては専ら「情熱」や、血を流すキリストの「聖心」「受難」のシンボルであり、性的少数者であるハードゲイ＝ゲイ・レザーマンたちがかつて受け、また今も受け続けている「受難」をも想起させるものである。なお「インターナショナル・ミスター・レザー」コンテストはその後も毎年開催されている模様である。
1980年にはニューヨークの巨大クラブ『The Saint』でハードゲイ＝ゲイ・レザーマン達の祭典『The black party』が催され大成功となったが、ほぼ同時期の流れとしてHIV/AIDSが社会的な大問題となっていった。予防方法も不明だった当時の事情に加えて、前出の主な同性愛団体も含めて、ハードゲイ＝ゲイ・レザーマンのムーブメントを後押しする状況ではなかったためか、このイベントは以降2006年まで開催されることはなかった。その後2009年現在、『The black party』はThe Saintの人気イベントとして開催が継続されている模様である。
1990年代に入ると、トム・オブ・フィンランドの作品の展示会が、故郷フィンランド、フランスなどで催され、またニューヨーク近代美術館に所蔵されるなど、彼が描いたキャラクターとその世界観に対する評価はエロティカ、芸術として認知されるようになる。こうしたポルノグラフィに対する社会的評価の逆転には日本の「春画」の前例がある。
ハードゲイ＝ゲイ・レザーマンの好むSM色の強いエロティシズムの表現は、アメリカにおいて「ソドミー法」（Sodomy Law）との絡みもあり、地下ビデオとして製作されるものがほとんどであったが、1994年には、全編この男性性を極端に表現したハードゲイ＝ゲイ・レザーマンの生みの親とも言えるトム・オブ・フィンランドの世界観をテーマに、性的指向の多様性を賛美し、ポルノグラフィの有用性を謳ったゲイ・ポルノムービー『ワイルド・ワンズ＝The Wild Ones』が製作される。題名は映画『乱暴者』原題『The Wild One』から採られている。これもまた州法により未公開部分もあるものの、画期的な作品のひとつであることは間違いないようである。
また、そのコスチュームやアクセサリーが「ヘヴィメタル」「パンク・ロック」などのファッションにも影響を与えたとの説もある。ただし、これらファッションやアクセサリーには、ヨーロッパ伝統の馬車具や馬具、貞操具、拷問道具などにその原型を求められる。また帽子や上着などは米国のものよりもヨーロッパの軍服などのデザインに近いものが多く見られるため、これら全てが起源を同じくする「レザー・サブカルチャー」に含まれると受け止めるのは間違いであろう。